# Claudio Gabetta
Claudio Gabetta (Tortona, 17 gennaio 1964) è un allenatore di calcio ed ex calciatore italiano, di ruolo difensore, attuale allenatore dell'Under-18 del Parma.

## Carriera

### Giocatore
Esordisce a livello professionistico all'età di 17 anni nel Derthona; successivamente ha giocato anche con Aosta e Tempio.
Nella stagione 1986-1987 ha vestito la maglia del Derthona, con cui ha ottenuto una promozione dalla Serie C2 alla Serie C1.
Nella stagione 1988-1989 e nella stagione 1989-1990 ha giocato in Serie C2 nel Pavia, con cui nella stagione 1990-1991 ha invece giocato in Serie C1; nella stagione 1991-1992 ha giocato 25 partite nel campionato di Serie C2 con la maglia dell'Aosta.
In seguito ha vinto un campionato di Promozione ed uno di Eccellenza con il Derthona.

### Allenatore
Dal 1996 al 1998 è stato allenatore in seconda al Voghera in Serie C2, ruolo che ha ricoperto al fianco di Antonio Sala anche al Castel di Sangro, in Serie C1, ed al Siena, con cui ha ottenuto una promozione in Serie B nella stagione 1999-2000 e una salvezza in quella successiva. Ha poi lavorato come allenatore in seconda di Cagliari e Cosenza sempre nella serie cadetta, mentre nella stagione 2003-2004 ha allenato il Voghera, portandolo al quinto posto in Serie D e alla disputa dei play-off. Nella stagione 2004-2005 è stato l'allenatore della squadra Primavera della Fiorentina, mentre l'anno seguente ha allenato il Benevento in Serie C2 per 23 partite.  È rimasto in quarta serie anche nella stagione 2006-2007, al Teramo, che dopo 27 partite di campionato l'ha esonerato. Dopo una breve parentesi di 12 partite sulla panchina del Legnano in Serie C1 nella stagione 2007-2008 è rimasto inattivo fino alla stagione 2009-2010, nella quale ha guidato per 30 partite il Mezzocorona nel campionato di Lega Pro Seconda Divisione. In seguito ha allenato i Giovanissimi Nazionali della Juventus.
Da luglio 2015 è allenatore della nuova formazione Juventus Academy, seconda squadra della società Juventus.

## Palmarès

### Giocatore

#### Competizioni regionali
- Eccellenza: 1

Derthona: 1994-1995
- Promozione: 1

Derthona: 1993-1994

### Allenatore

#### Competizioni nazionali
- Serie C1: 1

Siena: 1999-2000